# Interlands Welsh voetbalelftal 1920-1929
Deze pagina toont een chronologisch en gedetailleerd overzicht van de interlands die het Welsh voetbalelftal heeft gespeeld in de periode 1920 – 1929.

## Interlands

### 1920
|                                                                                        |                                      |       |                      |                                                                          |
| 14 februari British Home Championship 1919/20 № 109 «onderlinge duels» 15:30 uur (UTC) | Ierland                              | 2 – 2 | Wales                | The Oval, Belfast Toeschouwers: 28.000 Scheidsrechter: Isaac Baker (ENG) |
| 14 februari British Home Championship 1919/20 № 109 «onderlinge duels» 15:30 uur (UTC) | Jack McCandless 8' Billy Emerson 57' |       | 51', 89' Stan Davies | The Oval, Belfast Toeschouwers: 28.000 Scheidsrechter: Isaac Baker (ENG) |

|                                                                                        |               |       |                  |                                                                           |
| 26 februari British Home Championship 1919/20 № 110 «onderlinge duels» 15:00 uur (UTC) | Wales         | 1 – 1 | Schotland        | Ninian Park, Cardiff Toeschouwers: 15.000 Scheidsrechter: Jim Mason (ENG) |
| 26 februari British Home Championship 1919/20 № 110 «onderlinge duels» 15:00 uur (UTC) | Jack Evans 5' |       | 78' Tommy Cairns | Ninian Park, Cardiff Toeschouwers: 15.000 Scheidsrechter: Jim Mason (ENG) |

|                                                                                       |                   |       |                                          |                                                                          |
| 15 maart British Home Championship 1919/20 № 111 «onderlinge duels» 15:30 uur (UTC+1) | Engeland          | 1 – 2 | Wales                                    | Highbury, Londen Toeschouwers: 21.180 Scheidsrechter: Alex Jackson (SCO) |
| 15 maart British Home Championship 1919/20 № 111 «onderlinge duels» 15:30 uur (UTC+1) | Charlie Buchan 7' |       | 14' (pen.) Stan Davies 35' Dick Richards | Highbury, Londen Toeschouwers: 21.180 Scheidsrechter: Alex Jackson (SCO) |

### 1921
|                                                                                        |                      |       |                 |                                                                                  |
| 12 februari British Home Championship 1920/21 № 112 «onderlinge duels» 14:30 uur (UTC) | Schotland            | 2 – 1 | Wales           | Pittodrie Stadium, Aberdeen Toeschouwers: 20.824 Scheidsrechter: Jim Mason (ENG) |
| 12 februari British Home Championship 1920/21 № 112 «onderlinge duels» 14:30 uur (UTC) | Andy Wilson 10', 46' |       | 30' Dai Collier | Pittodrie Stadium, Aberdeen Toeschouwers: 20.824 Scheidsrechter: Jim Mason (ENG) |

|                                                                     |          |       |       |                                                                              |
| 14 maart British Home Championship 1920/21 № 113 «onderlinge duels» | Engeland | 0 – 0 | Wales | Ninian Park, Cardiff Toeschouwers: 12.000 Scheidsrechter: Alex Jackson (SCO) |
| 14 maart British Home Championship 1920/21 № 113 «onderlinge duels» |          |       |       | Ninian Park, Cardiff Toeschouwers: 12.000 Scheidsrechter: Alex Jackson (SCO) |

|                                                                                      |                                |       |                    |                                                                               |
| 9 april British Home Championship 1920/21 № 114 «onderlinge duels» 15:30 uur (UTC+1) | Wales                          | 2 – 1 | Ierland            | Vetch Field, Swansea Toeschouwers: 20.000 Scheidsrechter: Jack Howcroft (ENG) |
| 9 april British Home Championship 1920/21 № 114 «onderlinge duels» 15:30 uur (UTC+1) | Billy Hole 35' Stan Davies 80' |       | 60' Jimmy Chambers | Vetch Field, Swansea Toeschouwers: 20.000 Scheidsrechter: Jack Howcroft (ENG) |

### 1922
|                                                                       |                               |       |                     |                                                                                  |
| 4 februari British Home Championship 1921/22 № 115 «onderlinge duels» | Wales                         | 2 – 1 | Schotland           | Racecourse Ground, Wrexham Toeschouwers: 7.000 Scheidsrechter: Arthur Ward (ENG) |
| 4 februari British Home Championship 1921/22 № 115 «onderlinge duels» | Len Davies 7' Stan Davies 25' |       | 65' Sandy Archibald | Racecourse Ground, Wrexham Toeschouwers: 7.000 Scheidsrechter: Arthur Ward (ENG) |

|                                                                     |              |       |       |                                                                           |
| 13 maart British Home Championship 1921/22 № 116 «onderlinge duels» | Engeland     | 1 – 0 | Wales | Anfield, Liverpool Toeschouwers: 35.000 Scheidsrechter: Joe Forshaw (ENG) |
| 13 maart British Home Championship 1921/22 № 116 «onderlinge duels» | Bob Kelly 3' |       |       | Anfield, Liverpool Toeschouwers: 35.000 Scheidsrechter: Joe Forshaw (ENG) |

|                                                                                      |                    |       |                |                                                                              |
| 1 april British Home Championship 1921/22 № 117 «onderlinge duels» 15:00 uur (UTC+1) | Ierland            | 1 – 1 | Wales          | Windsor Park, Belfast Toeschouwers: 20.000 Scheidsrechter: Arthur Ward (ENG) |
| 1 april British Home Championship 1921/22 № 117 «onderlinge duels» 15:00 uur (UTC+1) | Billy Gillespie 7' |       | 87' Len Davies | Windsor Park, Belfast Toeschouwers: 20.000 Scheidsrechter: Arthur Ward (ENG) |

### 1923
|                                                                                    |                                |       |                                   |                                                                           |
| 5 maart British Home Championship 1922/23 № 118 «onderlinge duels» 15:30 uur (UTC) | Wales                          | 2 – 2 | Engeland                          | Ninian Park, Cardiff Toeschouwers: 12.000 Scheidsrechter: Tom Bryan (ENG) |
| 5 maart British Home Championship 1922/23 № 118 «onderlinge duels» 15:30 uur (UTC) | Fred Keenor 17' Ivor Jones 90' |       | 36' Harry Chambers 48' Vic Watson | Ninian Park, Cardiff Toeschouwers: 12.000 Scheidsrechter: Tom Bryan (ENG) |

|                                                                     |                     |       |       |                                                                             |
| 17 maart British Home Championship 1922/23 № 119 «onderlinge duels» | Schotland           | 2 – 0 | Wales | Love Street, Paisley Toeschouwers: 25.000 Scheidsrechter: Isaac Baker (ENG) |
| 17 maart British Home Championship 1922/23 № 119 «onderlinge duels» | Andy Wilson 7', 55' |       |       | Love Street, Paisley Toeschouwers: 25.000 Scheidsrechter: Isaac Baker (ENG) |

|                                                                                     |       |                                           |               |                                                                                        |
| 14 april British Home Championship 1922/23 № 120 «onderlinge duels» 15:30 uur (UTC) | Wales | 0 – 3                                     | Noord-Ierland | Racecourse Ground, Wrexham Toeschouwers: 12.222 Scheidsrechter: George Nunnerley (ENG) |
| 14 april British Home Championship 1922/23 № 120 «onderlinge duels» 15:30 uur (UTC) |       | 15', 44' Bobby Irvine 16' Billy Gillespie |               | Racecourse Ground, Wrexham Toeschouwers: 12.222 Scheidsrechter: George Nunnerley (ENG) |

### 1924
|                                                                                        |                                  |       |           |                                                                                 |
| 16 februari British Home Championship 1923/24 № 121 «onderlinge duels» 15:30 uur (UTC) | Wales                            | 2 – 0 | Schotland | Ninian Park, Cardiff Toeschouwers: 26.000 Scheidsrechter: Herbert Andrews (ENG) |
| 16 februari British Home Championship 1923/24 № 121 «onderlinge duels» 15:30 uur (UTC) | Willie Davies 50' Len Davies 73' |       |           | Ninian Park, Cardiff Toeschouwers: 26.000 Scheidsrechter: Herbert Andrews (ENG) |

|                                                                                    |                   |       |                                  |                                                                              |
| 3 maart British Home Championship 1923/24 № 122 «onderlinge duels» 15:00 uur (UTC) | Engeland          | 1 – 2 | Wales                            | Ewood Park, Blackburn Toeschouwers: 30.000 Scheidsrechter: Noel Watson (ENG) |
| 3 maart British Home Championship 1923/24 № 122 «onderlinge duels» 15:00 uur (UTC) | Tommy Roberts 55' |       | 60' Willie Davies 63' Ted Vizard | Ewood Park, Blackburn Toeschouwers: 30.000 Scheidsrechter: Noel Watson (ENG) |

|                                                                                     |               |                          |       |                                                                                  |
| 15 maart British Home Championship 1923/24 № 123 «onderlinge duels» 15:00 uur (UTC) | Noord-Ierland | 0 – 1                    | Wales | Windsor Park, Belfast Toeschouwers: 30.000 Scheidsrechter: Harry Kingscott (ENG) |
| 15 maart British Home Championship 1923/24 № 123 «onderlinge duels» 15:00 uur (UTC) |               | 67' (pen.) Moses Russell |       | Windsor Park, Belfast Toeschouwers: 30.000 Scheidsrechter: Harry Kingscott (ENG) |

### 1925
|                                                                        |                                               |       |                    |                                                                                   |
| 14 februari British Home Championship 1924/25 № 124 «onderlinge duels» | Schotland                                     | 3 – 1 | Wales              | Tynecastle Park, Edinburgh Toeschouwers: 23.000 Scheidsrechter: Arthur Ward (ENG) |
| 14 februari British Home Championship 1924/25 № 124 «onderlinge duels» | Davie Meiklejohn 9' Hughie Gallacher 45', 61' |       | 45' Billy Williams | Tynecastle Park, Edinburgh Toeschouwers: 23.000 Scheidsrechter: Arthur Ward (ENG) |

|                                                                                        |                 |       |                        |                                                                            |
| 28 februari British Home Championship 1924/25 № 125 «onderlinge duels» 15:00 uur (UTC) | Wales           | 1 – 2 | Engeland               | Vetch Field, Swansea Toeschouwers: 8.000 Scheidsrechter: Jack Cahill (ENG) |
| 28 februari British Home Championship 1924/25 № 125 «onderlinge duels» 15:00 uur (UTC) | Fred Keenor 36' |       | 11', 15' Frank Roberts | Vetch Field, Swansea Toeschouwers: 8.000 Scheidsrechter: Jack Cahill (ENG) |

|                                                                     |       |       |               |                                                                                        |
| 18 april British Home Championship 1924/25 № 126 «onderlinge duels» | Wales | 0 – 0 | Noord-Ierland | Racecourse Ground, Wrexham Toeschouwers: 10.000 Scheidsrechter: Ernest Pinckston (ENG) |
| 18 april British Home Championship 1924/25 № 126 «onderlinge duels» |       |       |               | Racecourse Ground, Wrexham Toeschouwers: 10.000 Scheidsrechter: Ernest Pinckston (ENG) |

|                                                                       |       |                                                      |           |                                                                                  |
| 31 oktober British Home Championship 1925/26 № 127 «onderlinge duels» | Wales | 0 – 3                                                | Schotland | Ninian Park, Cardiff Toeschouwers: 18.000 Scheidsrechter: Ernest Pinckston (ENG) |
| 31 oktober British Home Championship 1925/26 № 127 «onderlinge duels» |       | 75' Johnny Duncan 85' Adam McLean 88' William Clunas |           | Ninian Park, Cardiff Toeschouwers: 18.000 Scheidsrechter: Ernest Pinckston (ENG) |

### 1926
|                                                                                        |                                           |       |       |                                                                                  |
| 13 februari British Home Championship 1925/26 № 128 «onderlinge duels» 15:00 uur (UTC) | Noord-Ierland                             | 3 – 0 | Wales | Windsor Park, Belfast Toeschouwers: 35.000 Scheidsrechter: Peter Craigmyle (SCO) |
| 13 februari British Home Championship 1925/26 № 128 «onderlinge duels» 15:00 uur (UTC) | Billy Gillespie 10' Sammy Curran 23', 80' |       |       | Windsor Park, Belfast Toeschouwers: 35.000 Scheidsrechter: Peter Craigmyle (SCO) |

|                                                                                    |                  |       |                                        |                                                                                  |
| 1 maart British Home Championship 1925/26 № 129 «onderlinge duels» 15:00 uur (UTC) | Engeland         | 1 – 3 | Wales                                  | Selhurst Park, Londen Toeschouwers: 23.000 Scheidsrechter: William Russell (ENG) |
| 1 maart British Home Championship 1925/26 № 129 «onderlinge duels» 15:00 uur (UTC) | Billy Walker 47' |       | 43', 57' Jack Fowler 56' Willie Davies | Selhurst Park, Londen Toeschouwers: 23.000 Scheidsrechter: William Russell (ENG) |

|                                                                                       |                                            |       |       |                                                                                          |
| 30 oktober British Home Championship 1926/27 № 130 «onderlinge duels» 15:00 uur (UTC) | Schotland                                  | 3 – 0 | Wales | Ibrox Stadium, Glasgow Toeschouwers: 40.500 Scheidsrechter: William Edward Forshaw (ENG) |
| 30 oktober British Home Championship 1926/27 № 130 «onderlinge duels» 15:00 uur (UTC) | Hughie Gallacher 20' Alex Jackson 33', 73' |       |       | Ibrox Stadium, Glasgow Toeschouwers: 40.500 Scheidsrechter: William Edward Forshaw (ENG) |

### 1927
|                                                                                        |                                                     |       |                                      |                                                                                   |
| 12 februari British Home Championship 1926/27 № 131 «onderlinge duels» 15:00 uur (UTC) | Wales                                               | 3 – 3 | Engeland                             | Racecourse Ground, Wrexham Toeschouwers: 16.000 Scheidsrechter: Albert Fogg (ENG) |
| 12 februari British Home Championship 1926/27 № 131 «onderlinge duels» 15:00 uur (UTC) | Len Davies 13' Len Davies 36' (pen.) Wilf Lewis 60' |       | 11', 63' Billy Dean 17' Billy Walker | Racecourse Ground, Wrexham Toeschouwers: 16.000 Scheidsrechter: Albert Fogg (ENG) |

|                                                                    |                        |       |                          |                                                                                  |
| 9 april British Home Championship 1926/27 № 132 «onderlinge duels» | Wales                  | 2 – 2 | Noord-Ierland            | Ninian Park, Cardiff Toeschouwers: 10.000 Scheidsrechter: Ernest Pinckston (ENG) |
| 9 april British Home Championship 1926/27 № 132 «onderlinge duels» | Rees Williams 20', 31' |       | 75', 88' Harold Johnston | Ninian Park, Cardiff Toeschouwers: 10.000 Scheidsrechter: Ernest Pinckston (ENG) |

|                                                                                       |                                           |       |                                             |                                                                                       |
| 29 oktober British Home Championship 1927/28 № 133 «onderlinge duels» 15:00 uur (UTC) | Wales                                     | 2 – 2 | Schotland                                   | Racecourse Ground, Wrexham Toeschouwers: 16.000 Scheidsrechter: Harry Kingscott (ENG) |
| 29 oktober British Home Championship 1927/28 № 133 «onderlinge duels» 15:00 uur (UTC) | Ernest Curtis 44' Jimmy Gibson 76' (e.d.) |       | 14' Hughie Gallacher 16' (pen.) Jock Hutton | Racecourse Ground, Wrexham Toeschouwers: 16.000 Scheidsrechter: Harry Kingscott (ENG) |

|                                                                                        |                        |       |                                     |                                                                           |
| 28 november British Home Championship 1927/28 № 134 «onderlinge duels» 14:30 uur (UTC) | Engeland               | 1 – 2 | Wales                               | Turf Moor, Burnley Toeschouwers: 32.089 Scheidsrechter: Willie Bell (SCO) |
| 28 november British Home Championship 1927/28 № 134 «onderlinge duels» 14:30 uur (UTC) | Fred Keenor 79' (e.d.) |       | 22' Wilf Lewis 40' (e.d.) Jack Hill | Turf Moor, Burnley Toeschouwers: 32.089 Scheidsrechter: Willie Bell (SCO) |

### 1928
|                                                                                   |                    |       |                                 |                                                                                    |
| 4 februari British Home Championship 1927/28 № 135 «onderlinge duels» 15:00 (UTC) | Noord-Ierland      | 1 – 2 | Wales                           | Windsor Park, Belfast Toeschouwers: 27.563 Scheidsrechter: Herbert Hopkinson (ENG) |
| 4 februari British Home Championship 1927/28 № 135 «onderlinge duels» 15:00 (UTC) | Jimmy Chambers 31' |       | 6' Willie Davies 55' Wilf Lewis | Windsor Park, Belfast Toeschouwers: 27.563 Scheidsrechter: Herbert Hopkinson (ENG) |

|                                                                                       |                                               |       |                        |                                                                                   |
| 27 oktober British Home Championship 1928/29 № 136 «onderlinge duels» 15:00 uur (UTC) | Schotland                                     | 4 – 2 | Wales                  | Ibrox Stadium, Glasgow Toeschouwers: 50.421 Scheidsrechter: Harry Kingscott (ENG) |
| 27 oktober British Home Championship 1928/29 № 136 «onderlinge duels» 15:00 uur (UTC) | Hughie Gallacher 25', 42', 49' Jimmy Dunn 56' |       | 12', 75' Willie Davies | Ibrox Stadium, Glasgow Toeschouwers: 50.421 Scheidsrechter: Harry Kingscott (ENG) |

|                                                                                        |                                 |       |                                    |                                                                             |
| 17 november British Home Championship 1928/29 № 137 «onderlinge duels» 15:00 uur (UTC) | Engeland                        | 2 – 3 | Wales                              | Vetch Field, Swansea Toeschouwers: 22.000 Scheidsrechter: Willie Bell (SCO) |
| 17 november British Home Championship 1928/29 № 137 «onderlinge duels» 15:00 uur (UTC) | Jack Fowler 56' Fred Keenor 88' |       | 11', 25' Joe Hulme 86' Ernest Hine | Vetch Field, Swansea Toeschouwers: 22.000 Scheidsrechter: Willie Bell (SCO) |

### 1929
|                                                                       |                                |       |                                              |                                                                                         |
| 2 februari British Home Championship 1928/29 № 138 «onderlinge duels» | Wales                          | 2 – 2 | Noord-Ierland                                | Racecourse Ground, Wrexham Toeschouwers: 12.000 Scheidsrechter: Joseph Pennington (ENG) |
| 2 februari British Home Championship 1928/29 № 138 «onderlinge duels» | Billy Mays 46' Fred Warren 50' |       | 10' Jackie Mahood 70' (pen.) Andy McCluggage | Racecourse Ground, Wrexham Toeschouwers: 12.000 Scheidsrechter: Joseph Pennington (ENG) |

|                                                                                       |                                      |       |                                                          |                                                                                 |
| 26 oktober British Home Championship 1929/30 № 139 «onderlinge duels» 15:00 uur (UTC) | Wales                                | 2 – 4 | Schotland                                                | Ninian Park, Cardiff Toeschouwers: 20.000 Scheidsrechter: William McClean (NIR) |
| 26 oktober British Home Championship 1929/30 № 139 «onderlinge duels» 15:00 uur (UTC) | Taffy O'Callaghan 47' Len Davies 48' |       | 9', 20' Hughie Gallacher 82' Alex James 88' Jimmy Gibson | Ninian Park, Cardiff Toeschouwers: 20.000 Scheidsrechter: William McClean (NIR) |

|                                                                                        |                                                                    |       |       |                                                                                  |
| 20 november British Home Championship 1929/30 № 140 «onderlinge duels» 14:30 uur (UTC) | Engeland                                                           | 6 – 0 | Wales | Windsor Park, Belfast Toeschouwers: 32.945 Scheidsrechter: William McClean (NIR) |
| 20 november British Home Championship 1929/30 № 140 «onderlinge duels» 14:30 uur (UTC) | Tosh Johnson 12', 65' George Camsell 16', 61', 75' Hugh Adcock 70' |       |       | Windsor Park, Belfast Toeschouwers: 32.945 Scheidsrechter: William McClean (NIR) |

België · Bulgarije · Denemarken · Duitsland · Engeland · Estland · Finland · Frankrijk · Griekenland · Hongarije · Ierland · Italië · Joegoslavië · Letland · Litouwen · Luxemburg · Nederland · Noord-Ierland · Noorwegen · Oostenrijk · Polen · Portugal · Roemenië · Schotland · Sovjet-Unie · Spanje · Tsjecho-Slowakije · Turkije · Wales · Zweden · Zwitserland
FAW · A-internationals · Bondscoaches · Statistieken · Welsh vrouwenelftal · Brits olympisch elftal · Wales U21 · Wales U20 · Wales U19 · Wales U18 · Wales U17 · Wales U16
1876 – 1899 ·
1900 – 1919 ·
1920 – 1929 ·
1930 – 1939 ·
1940 – 1949 ·
1950 – 1959 ·
1960 – 1969 ·
1970 – 1979 ·
1980 – 1989 ·
1990 – 1999 ·
2000 – 2009 ·
2010 – 2019 ·
2020 − 2029
EK 2016 · 
EK 2020
WK 1958
1876 · 
1877 · 
1878 · 
1879 · 
1880 · 
1881 · 
1882 · 
1883 · 
1884 · 
1885 · 
1886 · 
1887 · 
1888 · 
1889 · 
1890 · 
1891 · 
1892 · 
1893 · 
1894 · 
1895 · 
1896 · 
1897 · 
1898 · 
1899 · 
1900 · 
1901 · 
1902 · 
1903 · 
1904 · 
1905 · 
1906 · 
1907 · 
1908 · 
1909 · 
1910 · 
1911 · 
1912 · 
1913 · 
1914 · 
1915 · 1916 · 1917 · 1918 · 1919 · 
1920 · 
1921 · 
1922 · 
1923 · 
1924 · 
1925 · 
1926 · 
1927 · 
1928 · 
1929 · 
1930 · 
1931 · 
1932 · 
1933 · 
1934 · 
1935 · 
1936 · 
1937 · 
1938 · 
1939 · 
1940 · 1941 · 1942 · 1943 · 1944 · 1945 · 
1946 · 
1947 · 
1948 · 
1949 · 
1950 · 
1952 · 
1952 · 
1953 · 
1954 · 
1955 · 
1956 · 
1957 · 
1958 · 
1959 · 
1960 · 
1961 · 
1962 · 
1963 · 
1964 · 
1965 · 
1966 · 
1967 · 
1968 · 
1969 · 
1970 · 
1971 · 
1972 · 
1973 · 
1974 · 
1975 · 
1976 · 
1977 · 
1978 · 
1979 · 
1980 · 
1981 · 
1982 · 
1983 · 
1984 · 
1985 · 
1986 · 
1987 · 
1988 · 
1989 · 
1990 · 
1991 · 
1992 · 
1993 · 
1994 · 
1995 · 
1996 · 
1997 · 
1998 · 
1999 · 
2000 · 
2001 · 
2002 · 
2003 · 
2004 · 
2005 · 
2006 · 
2007 · 
2008 · 
2009 · 
2010 · 
2011 · 
2012 · 
2013 · 
2014 · 
2015 · 
2016 · 
2017 ·
2018 ·
2019 ·
2020 ·
2021 ·
2022 ·
2023
Albanië ·
Andorra ·
Argentinië ·
Armenië ·
Australië ·
Azerbeidzjan ·
België ·
Bosnië en Herzegovina ·
Brazilië ·
Bulgarije ·
Canada ·
Chili ·
China ·
Costa Rica ·
Cyprus ·
DDR ·
Denemarken ·
Duitsland ·
Engeland ·
Estland ·
Faeröer ·
Finland ·
Frankrijk ·
Georgië ·
Gibraltar ·
Griekenland ·
Hongarije ·
Ierland ·
IJsland ·
Iran ·
Israël ·
Italië ·
Jamaica ·
Japan ·
Joegoslavië ·
Kazachstan ·
Koeweit ·
Kroatië ·
Letland ·
Liechtenstein ·
Luxemburg ·
Malta ·
Mexico ·
Moldavië ·
Montenegro ·
Nederland ·
Nieuw-Zeeland ·
Noord-Ierland ·
Noord-Macedonië ·
Noorwegen ·
Oekraïne ·
Oostenrijk ·
Panama ·
Paraguay ·
Polen ·
Portugal · 
Qatar ·
Roemenië ·
Rusland ·
San Marino ·
Saoedi-Arabië ·
Schotland ·
Servië ·
Servië en Montenegro ·
Slovenië ·
Slowakije ·
Sovjet-Unie ·
Spanje ·
Trinidad & Tobago ·
Tsjechië ·
Tsjecho-Slowakije ·
Tunesië ·
Turkije ·
Uruguay ·
Verenigde Staten ·
Wit-Rusland ·
Zuid-Korea ·
Zweden ·
Zwitserland
Engeland (2016) · 
Denemarken (2021) · 
Italië (2021) · 
Rusland (2016) ·
Slowakije (2016) · 
Turkije (2021) · 
Zwitserland (2021)